# Czerepki
Czerepki (biał. Чарапкі, Czarapki; ros. Черепки, Czeriepki) – wieś na Białorusi, w obwodzie grodzieńskim, w rejonie świsłockim, w sielsowiecie Porozów, nad Rosią.

## Historia
W XIX i w początkach XX w. położone były w Rosji, w guberni grodzieńskiej, w powiecie wołkowyskim, w gminie Porozów.
W dwudziestoleciu międzywojennym leżały w Polsce, w województwie białostockim, w powiecie wołkowyskim, w gminie Porozów. W 1921 miejscowość liczyła 76 mieszkańców, zamieszkałych w 18 budynkach, w tym 53 Białorusinów i 23 Polaków. 53 mieszkańców było wyznania prawosławnego i 23 rzymskokatolickiego.
Po II wojnie światowej w granicach Związku Sowieckiego. Od 1991 w niepodległej Białorusi.